# Antoine Joseph Serre de La Tour
Antoine Joseph Serre de La Tour (vers 1740 - après 1790) est un journaliste et écrivain français résidant en Angleterre de 1770 à sa mort. 

## Biographie
Il est issu d'une "bonne famille" mais sans fortune, et a été éduqué dans "un monde brillant". Il se lance dans la carrière militaire et sert comme officier dans le régiment de Picardie. Dans les années 1760, il entame une carrière littéraire à Paris, où il publie des ouvrages à vocation morale sur l'éducation, le bonheur et les plaisirs. En 1770, il quitte Paris et se réfugie à Londres avec la "jeune et jolie" épouse de M. Guerrier de Bezance, maître des requêtes dont il était le secrétaire.  Sa ‘Sabine’ consentante devait vivre maritalement avec lui au moins jusqu'en 1786, recevant un soutien financier de sa famille.
En Angleterre, il embrasse une carrière de journaliste et d'éditeur assez prospère. Il est ainsi le premier rédacteur du Courier de l'Europe et possède un tiers du périodique, les deux autres étant ceux de son propriétaire Samuel Swinton.
Il est également l'auteur de plusieurs ouvrages dont un guide à l'usage des voyageurs français outre-Manche, Londres et ses environs, en deux volumes (Buisson, 1788). Il devait se lancer dans de peu fructueuses entreprises éditoriales jusqu'à sa mort, à commencer par Le Déjeuné (1787), puis L'Asile (1788) et Le Gazetin(1790).